# Tobias Werner
Tobias Werner (ur. 19 lipca 1985 w Gerze) – niemiecki piłkarz występujący na pozycji pomocnika w niemieckim klubie VfB Stuttgart.

## Kariera klubowa
Werner treningi rozpoczął w klubie 1. SV Gera. W 1998 roku przeszedł do juniorów zespołu FC Carl Zeiss Jena. W 2005 roku został włączony do jego pierwszej drużyny, występującej w Regionallidze Nord. W 2006 roku awansował z zespołem do 2. Bundesligi. Zadebiutował w niej 11 sierpnia 2006 roku w zremisowanym 2:2 pojedynku z Kickers Offenbach. W 2. Bundeslidze grał wraz z Carl Zeiss Jena przez dwa lata.
W 2008 roku Werner odszedł do innego drugoligowego klubu, Augsburga. W 2011 roku wywalczył z nim awans do Bundesligi. Pierwszy mecz zaliczył w niej 6 sierpnia 2011 roku przeciwko Freiburgowi (2:2). 20 listopada 2011 roku w przegranym 1:2 spotkaniu ze Stuttgartem strzelił pierwszego gola w Bundeslidze.